# Mississauga—Erin Mills (circonscription provinciale)
Circonscription électorale provinciale du Canada
Mississauga—Erin Mills est une circonscription provinciale de l'Ontario représentée à l'Assemblée législative de l'Ontario depuis 2018. 

## Géographie
Située au nord de Toronto, la circonscription consiste en une partie de la ville de Mississauga dans la municipalité régionale de Peel.
Les circonscriptions limitrophes sont Mississauga—Streetsville, Mississauga-Centre, Mississauga—Lakeshore, Oakville, Milton et Oakville-Nord—Burlington.

## Historique
| Législature                                                                    | Années        | Député | Député        | Parti                     |
| ------------------------------------------------------------------------------ | ------------- | ------ | ------------- | ------------------------- |
| Mississauga—Erin Mills Circonscription issue de Mississauga—Erindale et Halton |               |        |               |                           |
| 42e                                                                            | 2018-2022     |        | Sheref Sabawy | Progressiste-conservateur |
| 43e                                                                            | 2022–2025     |        | Sheref Sabawy | Progressiste-conservateur |
| 44e                                                                            | 2025–en cours |        | Sheref Sabawy | Progressiste-conservateur |

## Circonscription fédérale
Depuis les élections provinciales ontariennes du 4 octobre 2007, l'ensemble des circonscriptions provinciales et des circonscriptions fédérales sont identiques.